# Boodanur, Arkalgud
Boodanur là một làng thuộc tehsil Arkalgud, huyện Hassan, bang Karnataka, Ấn Độ.